# 密西根大街北900號
密西根大街北900號（900 North Michigan）是美國芝加哥的一座摩天大樓，座落於密西根大街北段著名的「華麗一英里」，於1989年竣工。密西根大街北900號高265公尺、66層樓，由KPF建築事務所設計，由下而上分別為商業辦公、飯店（四季酒店）、住宅用途。